# Kloster Rosenthal (Eifel)
Das Kloster Rosenthal (Vallis Rosarum) ist ein ehemaliges Zisterzienserinnenkloster im Pommerbachtal unterhalb der Gemeinde Binningen in der Eifel, im heutigen Landkreis Cochem-Zell. Außer einem Muttergottes-Kapellchen an der Stelle des früheren Hochaltares sind von den Gebäuden nur wenige Mauerreste erhalten.

## Geschichte

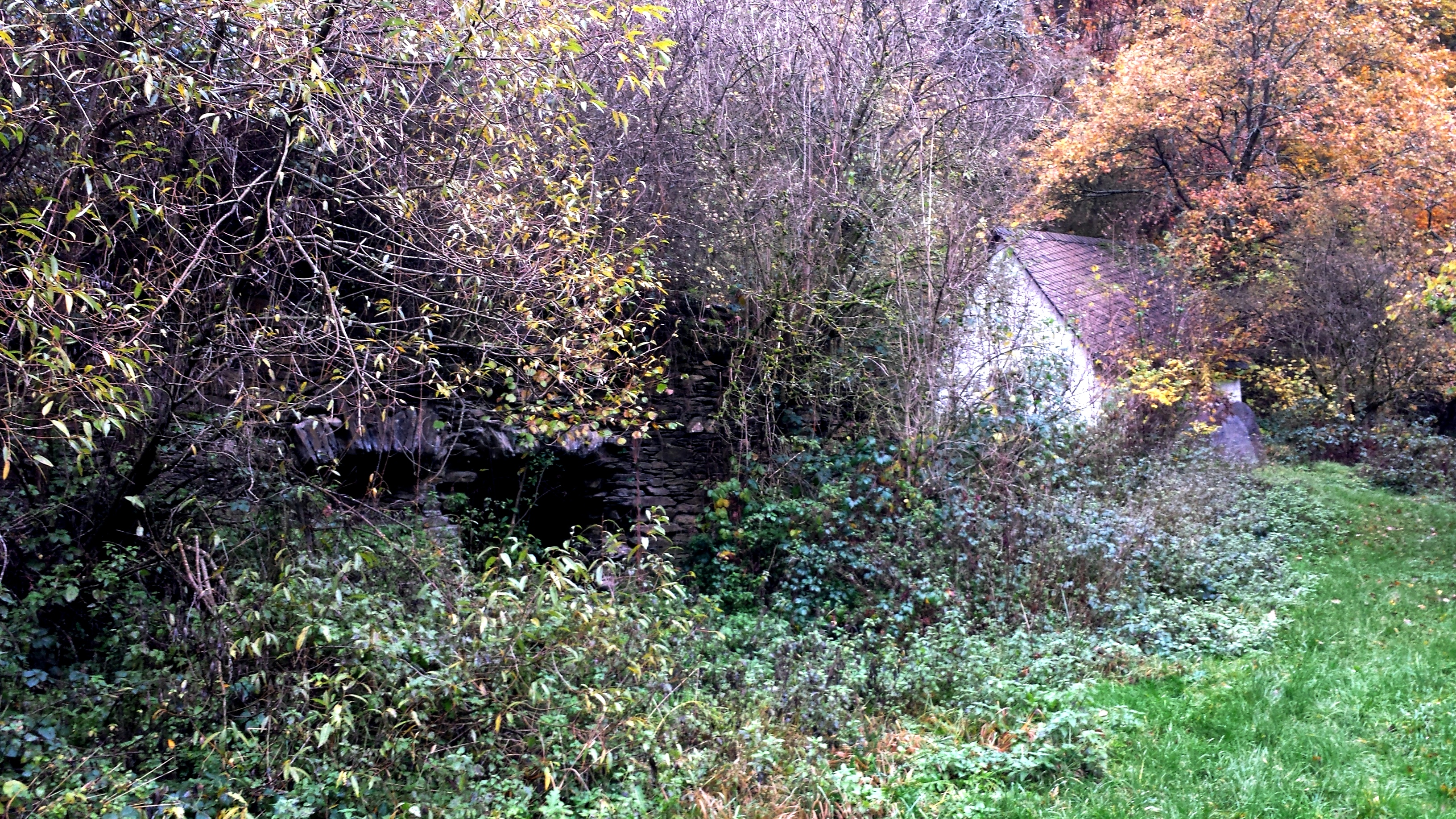
Kapelle und Mauerreste des ehemaligen Klosters Rosenthal im Pommerbachtal

Das möglicherweise der Mutter Gottes geweihte Kloster wurde vermutlich in der zweiten Hälfte des 12. Jahrhunderts für adelige Nonnen gegründet. Über die Identität der Gründer herrscht Unklarheit. Es könnten Dietrich von Wesel, ein Graf von Virneburg oder ein Herr von Schönberg gewesen sein. Unter den Äbtissinnen waren mehrere Gräfinnen von Virneburg. 1241 stiftete Demude von Bell eine Messe im Kloster. Die Pfarrei Hambuch wurde ihm 1251 inkorporiert; im 13. und 14. Jahrhundert erhielt es weitere Schenkungen, arrondierte seinen Besitz aber auch durch Kauf. 1304 unterstellte sich das Kloster der Aufsicht und Seelsorge des Klosters Himmerod. 1322 stiftete die Familie Vrye von Treis einen Georgsaltar. Ein Muttergottesaltar wird 1422 erwähnt. 1455 bat der Konvent Kaiser Friedrich III. um Schutz gegen Übergriffe der benachbarten Burgherren. Seit 1587 stammten die Rosenthaler Äbtissinnen nicht mehr aus dem Adel. Die Vereinigung mit dem Oberweseler Allerheiligenkloster, die die trierische Verwaltung befürwortete, kam nicht zustande.

## Klostergebäude

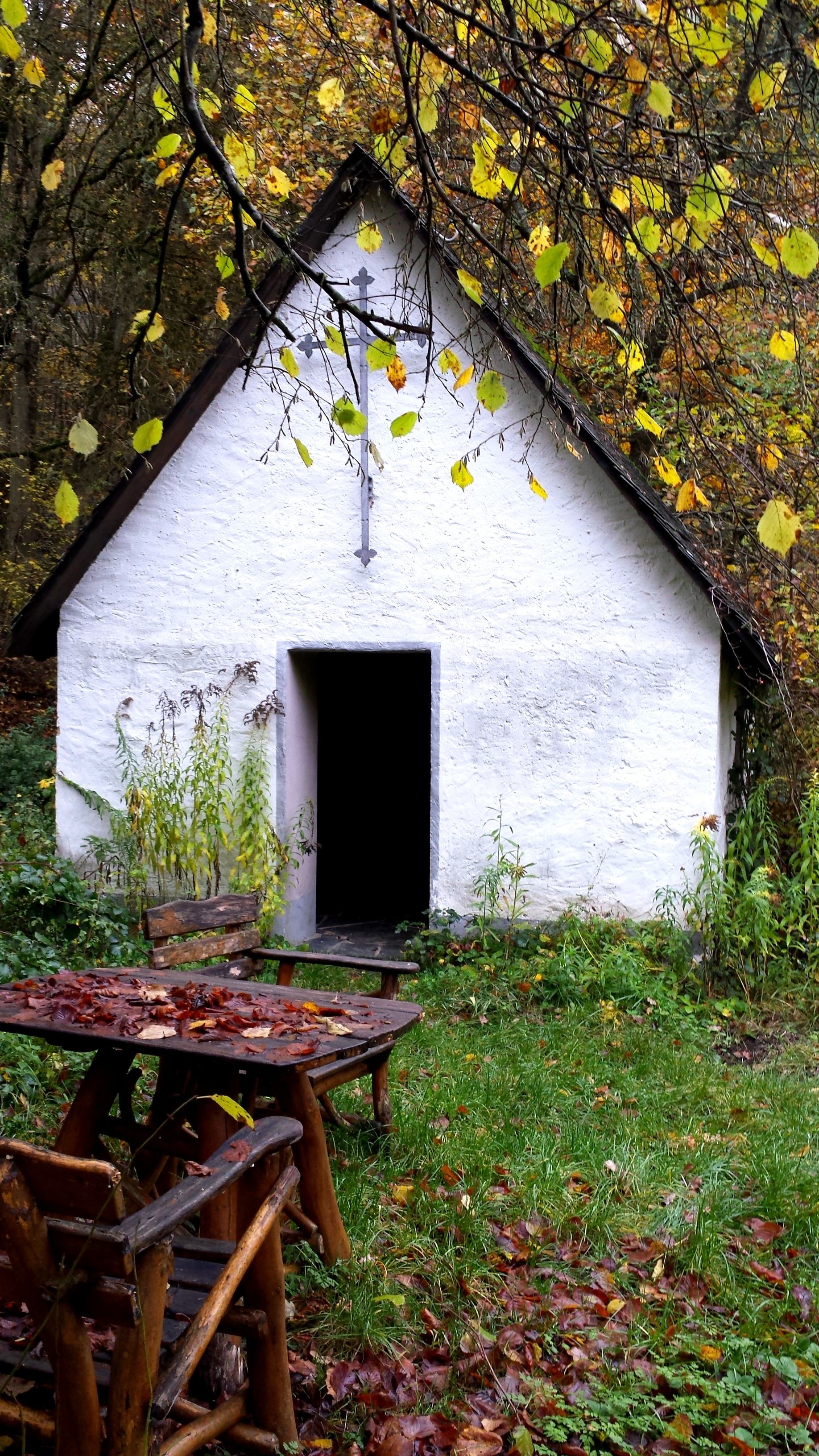
Kapelle am Kloster Rosenthal

Im 16. Jahrhundert waren Teile der Klostergebäude baufällig und wurden erneuert. Auch Ende des 17. Jahrhunderts mussten Baumaßnahmen ergriffen werden. 1784 wurden die Kirche und der westlich anschließende Klosterflügel abgerissen. Ein Neubau wurde 1785 wegen Mangel an Mitteln, weil nur noch neun oder zehn Nonnen im Kloster waren, eingestellt. Jedoch ermöglichte eine Schenkung die Neuerrichtung, die 1787 durch den Abt von Himmerod eingeweiht werden konnte. 1802 wurde das Kloster im Gefolge der Französischen Revolution und der Säkularisation auf Grund des Reichsdeputationshauptschlusses aufgehoben und 1804 zum Abriss versteigert.

## Siegel
Das große Siegel des Klosters zeigt die thronende Muttergottes in Frontansicht mit dem Kind auf dem linken Knie und einer Lilie in der Rechten, das kleine Siegel die Muttergottes von der Seite mit stehendem Kind in Frontansicht. Den Hintergrund bildet ein mit Lilien belegter Schrägbalken.

## Personen

### Äbtissinnen
| Äbtissinnen                              | Amtszeit  |
| Christina                                | 1251      |
| Irmengard                                | 1322–1340 |
| Lucia                                    | 1350–1357 |
| Demudis                                  | 1369      |
| Elisabeth                                | 1381      |
| Katharina von Scharfenstein              | 1410–1442 |
| Eva von Metternich                       | 1540      |
| Walpurgis von Virneburg                  | 1546–1565 |
| Ulinca aus edlem Geschlecht              | ?         |
| Elisabeth Castell (auch Castel) aus Köln | 1587–?    |
| Katharina Esch                           | 1622–?    |
| Anna Katharina Keller                    | 1627–1628 |
| Anna Maria Kees (auch Keeß)              | 1679–1685 |
| Anna Gertrudis Müller (oder Molitors)    | 1686–1717 |
| Elisabeth Ehll                           | 1731–?    |
| Anna Katharina Müller                    | 1735–1771 |
| Maria Rosa (auch Rosalie) Pellenz        | 1772–1794 |
| Maria Rosalia Bachems                    | 1794–1802 |